# Takehiro Hira
Takehiro Hira (平 岳大 Hira, Takehiro?, Setagaya, Tokio, 27 de julio de 1974) es un actor japonés de teatro, cine y televisión.

## Biografía
Hira nació en Setagaya, Tokio, Japón, hijo de los actores Mikijirō Hira y Yoshiko Sakuma.  Se crio en Japón hasta los 15 años. Fue al instituto en la Moses Brown School de Providence, Rhode Island, Estados Unidos, y después asistió a la Brown University.

## Carrera profesional
Debutó en el teatro en 2002 con Rokumeikan, escrita por Yukio Mishima. Trabajó en estrecha colaboración con su padre Mikijirō Hira, que también era actor japonés. Takehiro interpretó el papel de Yago en la producción de Otelo con su padre haciendo de Otelo. Recibió un gran reconocimiento cuando interpretó al último shogun Yoshinobu Tokugawa en el taiga drama de la NHK Atsuhime. Ha aparecido en varias películas de Takashi Miike, entre ellas Hara-kiri: Muerte de un samurai, Ace Attorney, y Aku no Kyoten.  Interpreta a Natsuka Masaie en la película de gran presupuesto El castillo de Nobou.

### Experiencia internacional
Interpretó el papel de la Reina Jugadora en la producción escénica inglesa de Hamlet en 2005, en la que el papel principal fue interpretado por Michael Maloney. Esta gira de tres meses fue bien recibida en muchos lugares del Reino Unido.
Hira interpretó el papel principal en la serie de televisión británica de 2019 Giri/Haji'. También ha tenido papeles notables en las películas estadounidenses Lost Girls & Love Hotels (2020) y Snake Eyes (2021) y un papel secundario en Gran Turismo. En 2024, Hira protagonizó la adaptación de FX de Shōgun. Aparecerá como el primer ministro Ozaki en la cinta Capitán América: Brave New World (2025)

## Filmografía

#### Películas
| Año  | Título                                        | Papel                              | Notas           |
| ---- | --------------------------------------------- | ---------------------------------- | --------------- |
| 2006 | Memories of Tomorrow                          |                                    |                 |
| 2007 | Chacha                                        | Gotō Mototsugu                     |                 |
| 2010 | Goodbye, Someday                              |                                    |                 |
| 2010 | SP: The Motion Picture                        | Eiji Takigawa                      |                 |
| 2010 | SP: The Motion Picture II                     | Eiji Takigawa                      |                 |
| 2010 | Aibō: Gekijō-ban II                           | Hideaki Maruyama                   |                 |
| 2011 | Hara-kiri: Muerte de un samurai               | Ii Naotaka                         |                 |
| 2012 | Lesson of the Evil                            | Takeki Kume                        |                 |
| 2012 | Ace Attorney                                  | Mitsurugi Shin / Gregory Edgeworth |                 |
| 2012 | The Floating Castle                           | Natsuka Masaie                     |                 |
| 2013 | Shundo                                        | Maestro Harada                     | Papel principal |
| 2013 | The Eternal Zero                              | Teniente                           |                 |
| 2015 | Okāsan no Ki (Mother's Trees)                 | Kenjirō                            |                 |
| 2015 | S The Last Policeman - Recovery of Our Future | Doctor                             |                 |
| 2015 | Foujita                                       | Teniente                           |                 |
| 2017 | Sekigahara                                    | Shima Sakon                        |                 |
| 2018 | Killing for the Prosecution                   | Tanno                              |                 |
| 2019 | Erica 38                                      |                                    |                 |
| 2020 | Lost Girls & Love Hotels                      | Kazu                               |                 |
| 2021 | Snake Eyes                                    | Kenta                              |                 |
| 2021 | We Couldn't Become Adults                     | Keiichiro Sanai                    |                 |
| 2023 | Gran Turismo                                  | Kazunori Yamauchi                  |                 |
| 2024 | Malas lenguas (Rumours)                       | Tatsuro Iwasaki                    |                 |
| 2024 | Crosspoint                                    | Shigeru Watanabe                   |                 |
| 2025 | Captain America: Brave New World              | Primer ministro Ozaki              |                 |
| 2025 | Tornado                                       | Fujin                              |                 |
| 2025 | The Amateur                                   | Profesor                           | Postproducción  |
| TBA  | Rental Family                                 |                                    |                 |

#### Televisión
| Año       | Título                              | Papel              | Notas       |
| --------- | ----------------------------------- | ------------------ | ----------- |
| 2008      | Atsuhime                            | Tokugawa Yoshinobu | Taiga drama |
| 2009      | Dandan                              | Sawada             | Asadora     |
| 2011      | Go                                  | Saji Kazunari      | Taiga drama |
| 2012      | Doctor Ume (Umechan Sensei)         | Sanada             | Asadora     |
| 2016      | Sanada Maru                         | Takeda Katsuyori   | Taiga drama |
| 2019      | Giri/Haji: Deber/Deshonor           | Kenzo Mori         |             |
| 2021      | Yasuke                              | Oda Nobunaga       | (Voz)       |
| 2023      | The Swarm (El quinto día)           | Riku Sato          |             |
| 2023–2024 | Monarch: El legado de los monstruos | Hiroshi Randa      |             |
| 2024      | Shōgun                              | Ishido Kazunari    |             |